# Даніелс (Західна Вірджинія)
Даніелс (англ. Daniels) — переписна місцевість (CDP) в США, в окрузі Релей штату Західна Вірджинія. Населення — 1654 особи (2020).

## Географія
Даніелс розташований за координатами 37°43′24″ пн. ш. 81°7′56″ зх. д. / 37.72333° пн. ш. 81.13222° зх. д. (37.723288, -81.132344).  За даними Бюро перепису населення США в 2010 році переписна місцевість мала площу 12,01 км², з яких 11,99 км² — суходіл та 0,02 км² — водойми.

## Демографія
Згідно з переписом 2010 року, у переписній місцевості мешкала 1881 особа в 831 домогосподарстві у складі 500 родин. Густота населення становила 157 осіб/км².  Було 917 помешкань (76/км²).
Расовий склад населення:
| - 97,2 % — білих - 0,7 % — чорних або афроамериканців - 0,4 % — корінних американців - 0,3 % — азіатів |

До двох чи більше рас належало 1,2 %. Частка іспаномовних становила 1,0 % від усіх жителів.
За віковим діапазоном населення розподілялося таким чином: 19,7 % — особи молодші 18 років, 56,0 % — особи у віці 18—64 років, 24,3 % — особи у віці 65 років та старші. Медіана віку мешканця становила 46,0 року. На 100 осіб жіночої статі у переписній місцевості припадало 87,7 чоловіків;  на 100 жінок у віці від 18 років та старших — 84,5 чоловіків також старших 18 років.
Середній дохід на одне домашнє господарство  становив 50 904 долари США (медіана — 47 610), а середній дохід на одну сім'ю — 59 390 доларів (медіана — 53 465). За межею бідності перебувало 8,2 % осіб, у тому числі 16,6 % дітей у віці до 18 років та 0,2 % осіб у віці 65 років та старших.
Цивільне працевлаштоване населення становило 698 осіб. Основні галузі зайнятості: освіта, охорона здоров'я та соціальна допомога — 30,7 %, науковці, спеціалісти, менеджери — 17,6 %, публічна адміністрація — 13,5 %, будівництво — 11,5 %.